# L'Aventure ambiguë

L'Aventure ambiguë est un roman de Cheikh Hamidou Kane publié en 1961. Il reçoit le Grand prix littéraire d'Afrique noire en 1962. « Récit emblématique », le roman apparaît comme une fable exprimant le conflit de civilisation entre l’Afrique et l’Occident. 

## Résumé du chapitre 1
L’Aventure ambiguë de Cheikh Hamidou Kane, un roman semi-autobiographique, retrace le déchirement culturel et spirituel du jeune Samba Diallo, fils d’un « chevalier » Diallobé, confié dès l’âge de 7 ans à un maître coranique très strict qui assure son éducation spirituelle. Deux ans plus tard, cependant, sa cousine, la pragmatique Grande Royale, prend la décision difficile d’envoyer les enfants à l’école nouvelle pour « apprendre l’art de vaincre sans avoir raison » (p. 47), au risque même de perdre les valeurs ancestrales.
Au fur et à mesure que Samba s’immerge dans la culture occidentale à travers ses études, sa foi en Dieu chancelle : « Ta vérité ne pèse plus très lourd, mon Dieu... » (p. 139). Avec ses études de philosophie, il reconnaît qu’il a « choisi l’itinéraire le plus susceptible de [le] perdre » et son aventure devient celle de tous les intellectuels africains de l’époque : « Il nous apparaît soudain que, tout au long de notre cheminement, nous n’avons pas cessé de nous métamorphoser, et que nous voilà devenus autres. Quelquefois, la métamorphose ne s’achève pas, elle nous installe dans l’hybride et nous y laisse. » (p. 125)
Inquiet de la détresse de son fils, le Chevalier lui demande de rentrer en Afrique. « Tu crains que Dieu ne t’ait abandonné, parce que tu ne le sens plus avec autant de plénitude que dans le passé, [...] mais tu n’as pas songé qu’il se puisse que le traître, ce fût toi ? » (p. 176).
La scène finale du livre se déroule au cimetière des Diallobé, sur la tombe de son cher maître coranique, Thierno. Le fou, seul personnage fictif du roman, veut que Samba prie, interprète le « non » de Samba comme une réponse à ses requêtes et le tue d’un coup de couteau. En fait, Samba était en train de parler à Dieu, lui promettant de revenir à Lui. Le dernier chapitre, qui a fait couler beaucoup d’encre, est loin d’être un suicide ou ce que certains critiques ont appelé « une conclusion facile », car « voici que s’opère la grande réconciliation » (p. 189) et l’ambiguïté n’est plus (p. 190). Selon l’auteur lui-même, « Samba Diallo, enfant de la foi et de la raison, avait pour mission de sauver Dieu dans un monde mondialisé qui risquait de mourir sous le poids du matérialisme triomphant. La mort du protagoniste, souvent considérée comme un échec, annonce en fait une possibilité de réconciliation entre la foi et la raison ».